# Marie-Rose Genoud
Marie-Rose Genoud (Vissoie, cantón de Valais, Suiza, 1939 ) es una religiosa de la Orden de Santa Úrsula activista por las personas requirentes de asilo, que por su lucha en ese sentido durante más de diez años fue galardonada con el Premio del Coraje 2009 otorgado por la revista suiza El Observador Suizo (Der Schweizerische Beobachter).

## Actividad a favor de las personas asiladas
Marie-Rose Genoud, ejercía su labor como ursulina en la comuna de  Sion, Suiza, acompañando y ayudando a personas asiladas en la región de Valais cuando advirtió que las que realizaban una actividad lucrativa eran víctimas de un abuso por parte del gobierno cantonal ya que le hacían una retención a título de reembolso de gastos de asistencia sobre los salarios que percibían pese a que las tasas previstas por la legislación sobre asilo eran cobradas por la Confederación desde 1992, produciéndose hasta 1996 una doble deducción injustificada. Desde 1998 Marie-Rose Genoud se involucró asesorando y acompañando en sus reclamos a las personas afectadas; progresivamente recibió el apoyo de muchas personalidades de Valais, entre las cuales estaban el consejero nacional Stéphane Rossini (Partido Socialista/VS), el excanciller de la Confederación Suiza François Couchepin, la diputada de la Alianza de Izquierda Véronique Barras y el diputado Laurent Léger (PDC); también un comité ampliado de 111 miembros apoyó su cometido.
En marzo de 2008, el Tribunal Administrativo Federal (TAF) aceptó parcialmente el planteo al admitir el recurso de unos de los afectados contra la Oficina de migración (ODM).
En agosto de 2007 fue solicitada una pericia independiente y neutral por el Consejo de Estado y los reclamantes, y Thierry Béguin , el experto a cargo, dio a conocer sus conclusiones en abril de 2009, quien reconoció la legitimidad del reclamo y la obligación del cantón de compensar a las víctimas de su proceder. El consejero de estado responsable del tema Thomas Burgener, del Partido Socialista, reconoció los errores cometidos y aceptó ordenar se hicieran los reembolsos a las personas afectadas. Por esta acción, la revista suiza El Observador Suizo (Der Schweizerische Beobachter), una publicación en idioma alemán fundada en 1926 por Max Ras con contenido político pero no partidario, que tomó posición por los económicamente más necesitados, reveló escándalos y luchó por los derechos de la mujer y contra los abusos de la burocracia, la galardonó con el Premio del Coraje 2009 otorgado por y dotado de 25 000 francos suizos.

## Apoyo al derecho al suicidio asistido
En 2014 Marie-Rose Genoud había provocado muchas reacciones en diferentes sentidos cuando en una tribuna libre en "Le Nouvelliste" se había pronunciado a favor de permitir el derecho al suicidio asistido. En febrero de 2016, en ocasión del debate parlamentario sobre un proyecto de petición al Consejo de Estado que modifique la Ley de Salud respecto del suicidio asistido en los establecimientos médico-sociales y los hospitales reconocidos de interés público, reiteró su posición favorable sustentada en el "respeto por la libertad de todos" y para alentar a terminar con el tabú sobre este tema. "Lamenté ver que algunos Valaisanos no se atreven a decir que uno de sus seres queridos murió por suicidio asistido o que no pueden expresar su deseo de abandonar este mundo por temor al juicio de los suyos. Estoy por la libertad asumida. El ser humano debe asumir sus elecciones, de lo contrario se encuentra encadenado" y agregaba que también la sedación profunda aceptada por la ética médica era una forma de llevar al paciente a la muerte y calificaba ambas medidas como “dos actos de compasión”.
En Valois existía –y continúa en 2019- un vacío legislativo respecto del suicidio asistido, ya que por una parte no está considerado una práctica ilegal y, por la otra, la mitad de los establecimientos médico-sociales del cantón se niegan a hacerla; como es frecuente que las personas que deben o quieren ingresar en esas residencias de su cantón no puedan elegir la que prefieran, resulta que al quedar sujetas a la orientación del establecimiento que les ha tocado en suerte pueden quedar privados contra su voluntad del derecho a un suicidio asistido.